# Maceva
Maceva (někdy také macevah, hebrejsky מַצֵּבָה‎, mn. č. מַצֵּבוֹת‎ / macevot - náhrobek, pomník apod.) je slovo hebrejského původu, znamená kámen označující hrob. Tento výraz se vyskytuje v Bibli například v knize Genesis (Gn 35:19-20, Jákob pochovává Ráchel). 

## Popis
Maceva je označení pro židovský náhrobek, nejčastěji mívá podobu kolmo vztyčené kamenné nebo dřevěné desky (stély), od 19. století výjimečně také litinové. Horní část vyplňuje reliéf, dolní nápis (epitaf). Nejstarší macevy mívaly prosté zakončení, rovné, do trojúhelníku nebo obloukové. Dekorativní výzdoba se od středověku vyvíjela spolu s uměleckými slohy, ale souvisela i s místními zvyklostmi, s tradicí jednotlivých kameníků a závisela také na použitém materiálu.
Plastická vyobrazení v horní části náhrobku mají symbolický význam. Jejich prvky poukazují na zařazení zemřelého v liturgickém životě komunity: kněz (kohen) má na náhrobku zobrazeny žehnající ruce, potomci rodů Lévi džbán a mísu, rabín nebo učenec knihu či korunu tóry. Některé macevy zdobí symbol povolání (např. nůžky, lékařská pinzeta). Vyskytují se i podoby zvířat symbolizující jméno zemřelého (lev, jelen, ryba). Většina dekoračních motivů však souvisí s biblickými texty, rostlinné motivy mají symboliku lidské pomíjivosti a naděje na nový život, plody vyjadřují lásku, svícny světlo víry a podobně.
Kromě jména zemřelého se uvádělo pohlaví, věk a datum úmrtí, u mužů i jméno otce, u žen jméno manžela. K tomu se přidávaly popisy jeho dobrých vlastností, verše, citáty z Písma a podobně. Nápisy na náhrobcích bývaly až do poloviny 19. století pouze hebrejské, tzn. že i číslice byly psány hebrejsky a letopočty podle židovského kalendáře. Později se na židovských hřbitovech u nás objevují i dvojjazyčné nápisy, hebrejské a německé nebo výjimečně hebrejské a české, případně nápisy v jidiš. Ve dvacátém století už jsou epitafy uváděny většinou jen německy nebo česky.Tradicí ale zůstalo zakončení pěti hebrejskými písmeny - zkratkou židovské náhrobní formule.
Maceva se podle židovských tradic a rituálů vztyčovala na hrobě až po roce, po uplynutí předepsaného období smutku. Ve výroční den úmrtí nebo pohřbu se konala malá pobožnost spojená se zasvěcením náhrobku. Pod každou náhrobní deskou je umístěn pouze jeden zemřelý. Židovská víra zakazuje jakkoliv manipulovat s ostatky, otevírání nebo přesouvání hrobů je nepřípustné. Dvojité macevy (manželské) se vyskytují výjimečně.
Židé mají povinnost navštěvovat hřbitovy čtyřikrát ročně, v den výročí pohřbu a během třech židovských svátků. Květiny se na hroby nenosí, vadnou, jsou pomíjivé. Na náhrobky se kladou kamínky. Kámen přetrvá věky a tak by také měly trvat vzpomínky. Tato tradice pochází od prvních židů, žijících na poušti, kteří na hroby vršili kamení.

## Galerie

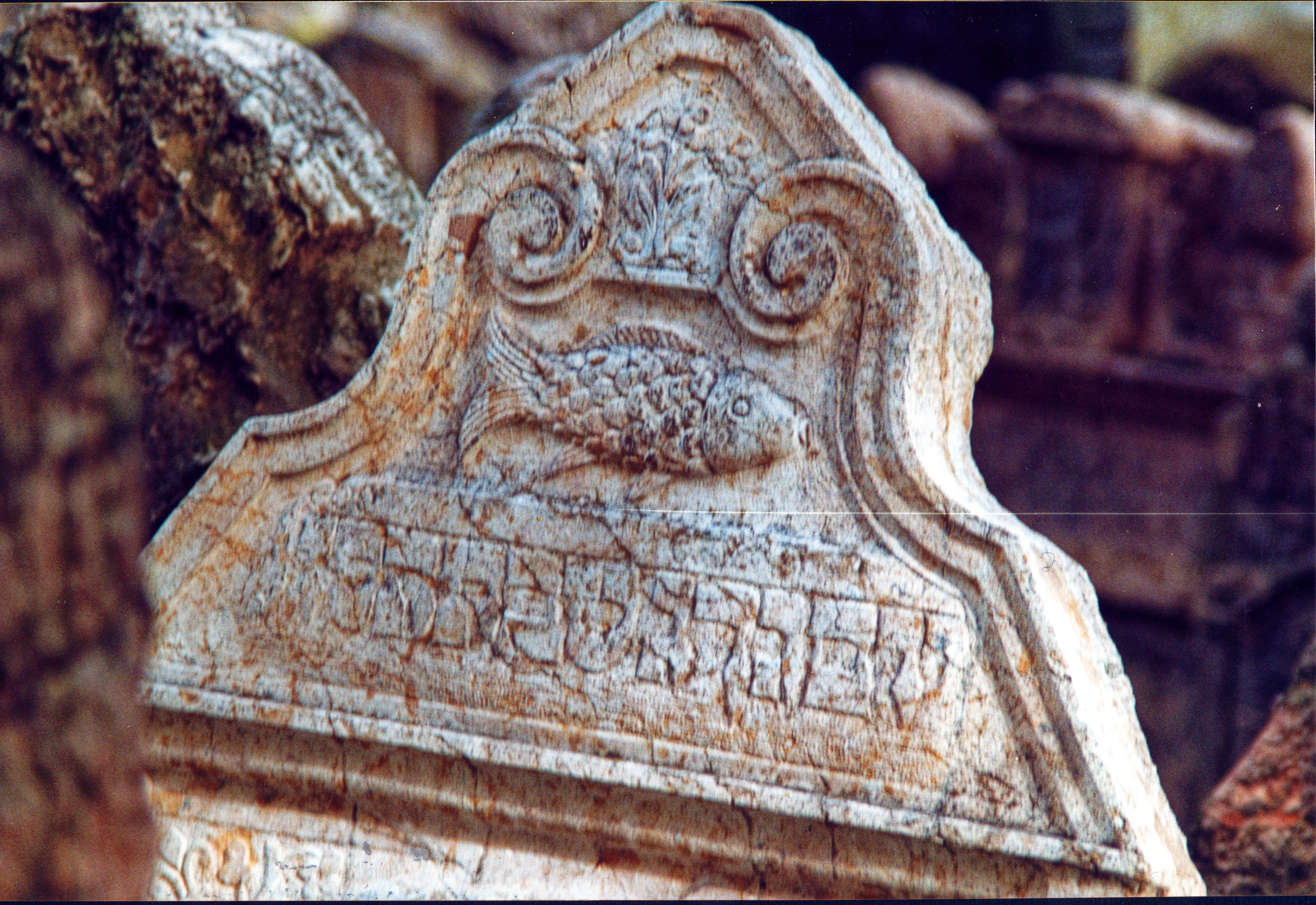
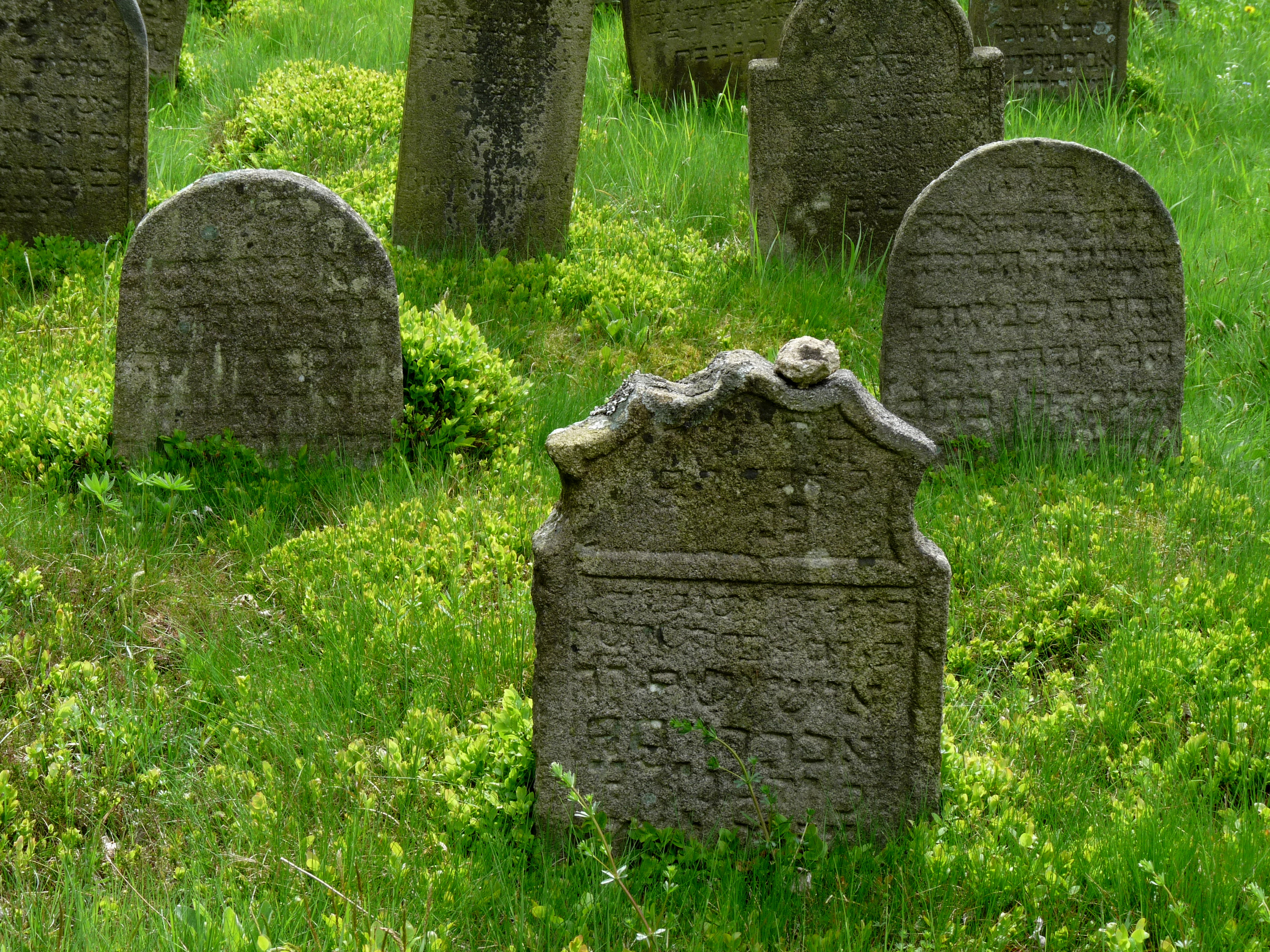
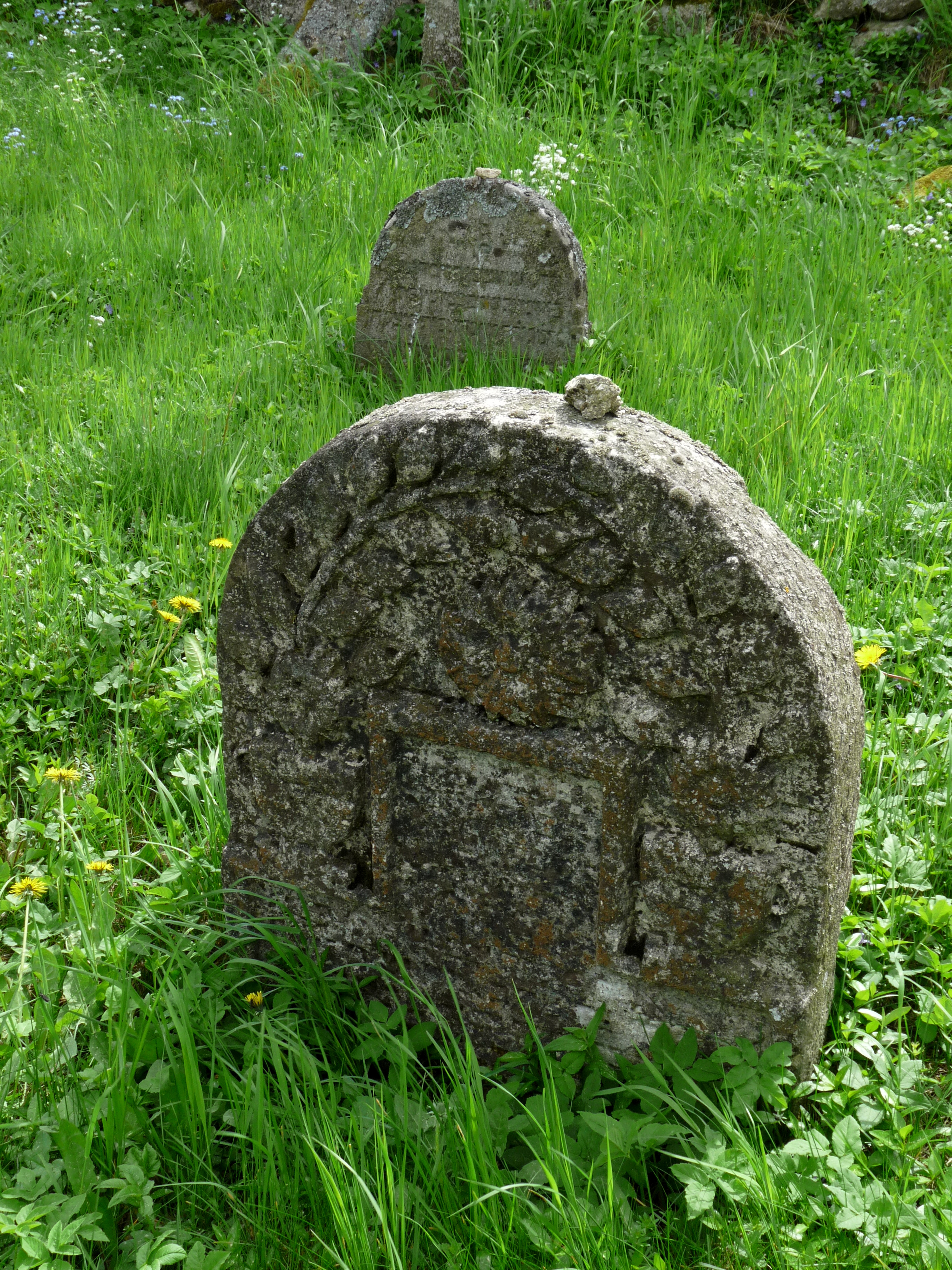
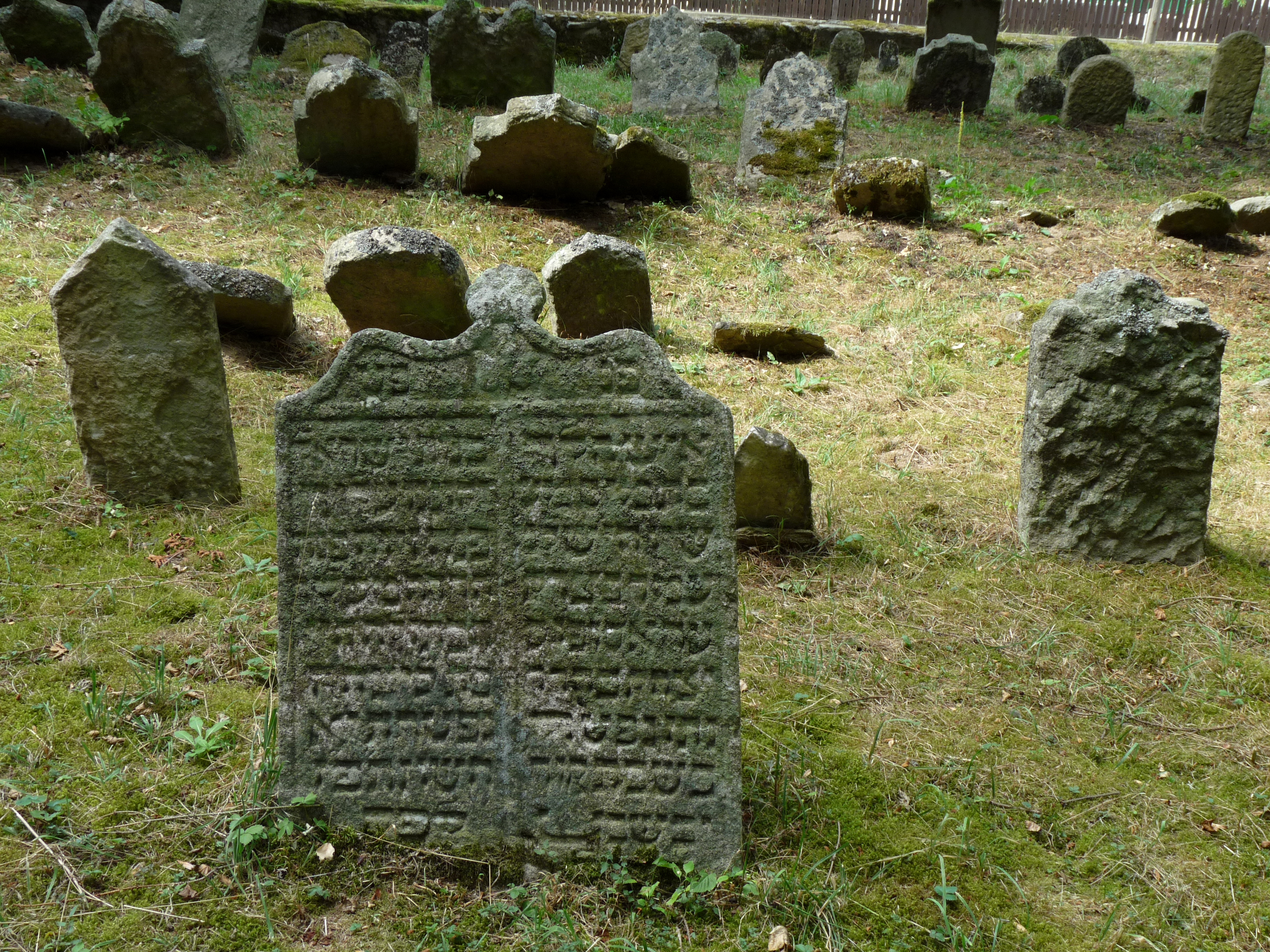
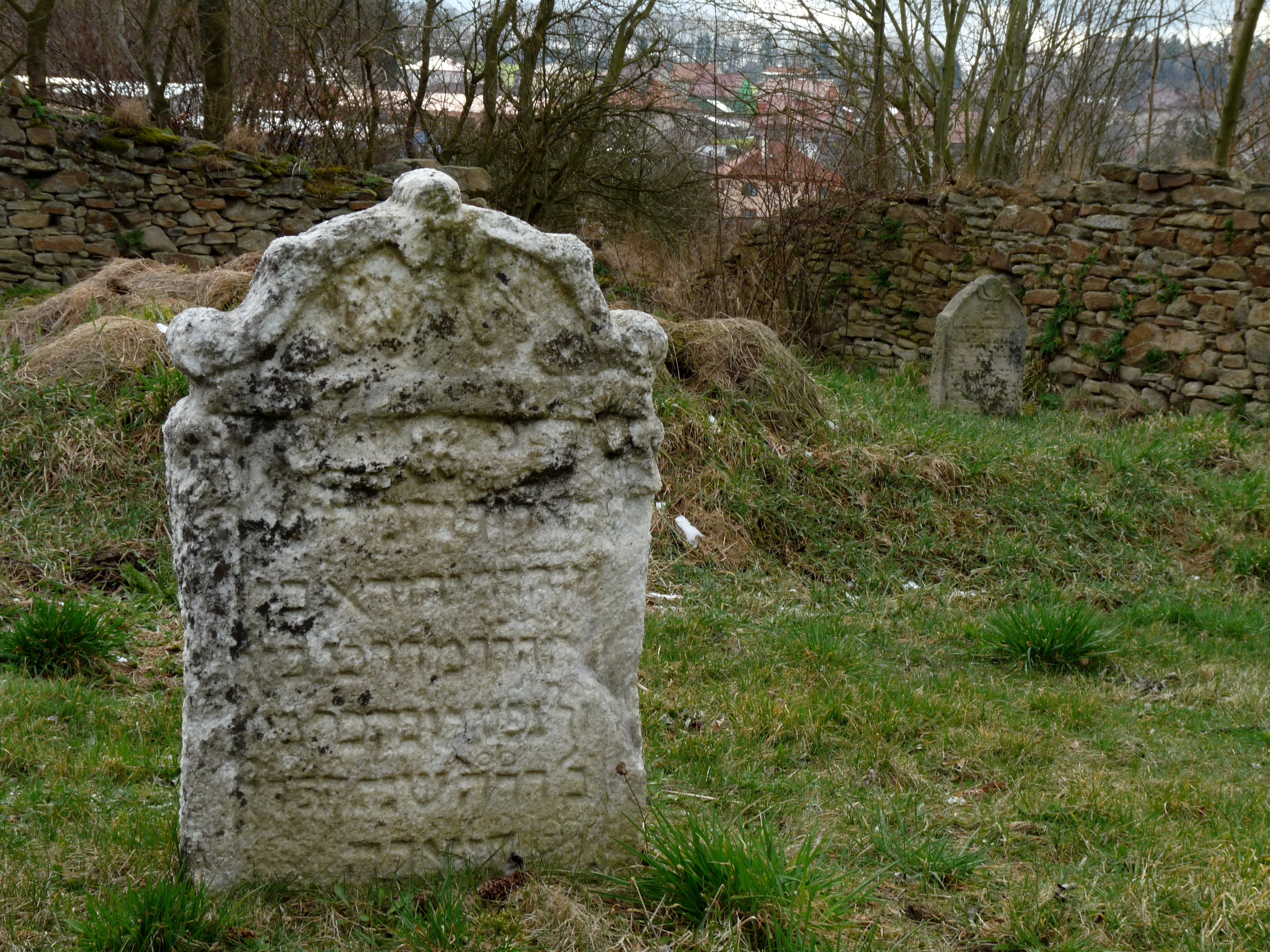
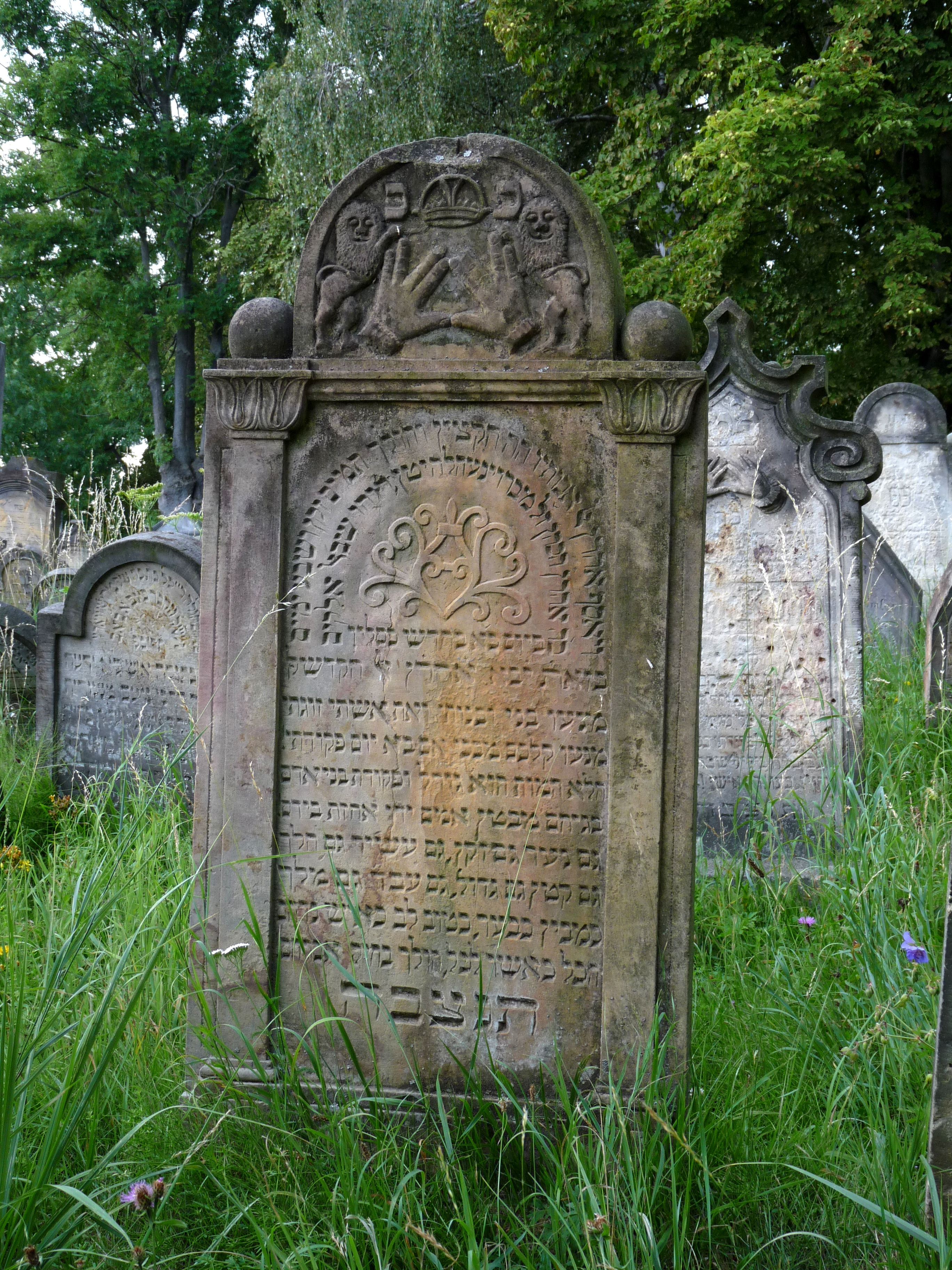